# Nundroo
Nundroo é uma pequena cidade no estado australiano da Austrália Meridional, localizada a aproximadamente 1,014 km (630 mi) a oeste de Adelaide . É uma parada de descanso popular para os viajantes devido à sua localização na Rodovia Eyre.
A área foi colonizada por criadores de ovelhas na década de 1860. Na década de 1870, a estação de ovelhas de Nundroo foi incorporada às maiores rotas de ovelhas de Yalata e Fowlers Bay. Na década seguinte, essas vastas rotas foram desfeitas quando os arrendamentos pastorais originais expiraram, abrindo a área para atividades como o cultivo de grãos.
Como uma cidade baseada na agricultura, suas indústrias incluem a produção de ovelhas e o cultivo de grãos. Nundroo tem seu motel, Nundroo Hotel Motel, inaugurado em 1957. e uma estalagem, o Nundroo Roadhouse, usada como uma parada temporária para Eucla e outras cidades próximas, como Coorabie, Bookabie, Fowlers Bay, Koonibba e Ceduna.